# George Ebrecht
George Christoph Heinrich Ebrecht  (* 24. Juli 1895 in Hamburg; † 26. Januar 1977 in Lindau (Bodensee)) war ein deutscher SS-Gruppenführer, Generalleutnant der Polizei, Höherer SS- und Polizeiführer (HSSPF) Nordost und Politiker (NSDAP/SRP/DRP/DFU).

## Leben

### Berufsausbildung, Erster Weltkrieg, Auswanderung und Familie
Ebrecht, Sohn eines Kaufmanns, besuchte das Gymnasium, ohne jedoch das Abitur abzulegen. Von 1912 bis 1914 besuchte er Kunstakademien in Berlin und Dresden. Als Kriegsfreiwilliger nahm er ab 1914 am Ersten Weltkrieg teil. Im Rang eines Leutnants wurde er 1918 aus der Armee entlassen. Nach dem Krieg war er in Fischerhude bei Otto Modersohn. Von 1920 bis 1924 war er Angehöriger mehrerer Freikorps. Er trat der NSDAP 1922 erstmals bei und verließ bald nach dem gescheiterten Hitlerputsch Deutschland. Er bereiste anschließend Japan, Indien und Afrika. Von 1926 bis 1931 war er Sisalpflanzer in Ostafrika. 1926 erfolgte die Scheidung von seiner ersten Frau, die er 1918 geheiratet hatte, und seine zweite Ehe. Aufgrund der im Zuge der Weltwirtschaftskrise stark gefallenen Weltmarktpreise für Sisalfaser gab Ebrecht 1931 seine unrentabel gewordene Pflanzung auf und kehrte nach Deutschland zurück. Nach der Ende 1938 erfolgten Scheidung von seiner zweiten Ehefrau heiratete er 1939 ein drittes Mal. Ebrecht wurde Vater von insgesamt vier Kindern.

### Rückkehr nach Deutschland, Politische Betätigung und Zeit des Nationalsozialismus
Nach Deutschland zurückgekehrt trat er 1931 der SA und zum 1. August desselben Jahres der NSDAP bei (Mitgliedsnummer 597.464). Ab 1931 arbeitete er hauptamtlich als Propagandaredner und Mitarbeiter der Reichsfilmstelle Berlin für die Partei. Ab Frühjahr 1933 war er Kreisleiter in Harburg-Wilhelmsburg. Er absolvierte 1935 einen Lehrgang für Propaganda an der Reichsschule Bernau bei Berlin.
Ebrecht wurde 1935 Mitglied der SS (SS-Nummer 268.990). Er war Gründungsmitglied des Vereins „Deutsches Ahnenerbe“ am 1. Juli 1935. Von Mai 1935 bis 30. Juli 1938 war Ebrecht im Rasse- und Siedlungshauptamt (RuSHA) tätig, zunächst als Stabsführer des Rasseamtes und von Anfang April 1937 bis Ende Juli 1938 als Stabsführer des RuSHA. Er war aufsichtsführender Vorstand für „Weltanschauliche Führung“ beim Lebensborn e. V.

### Zweiter Weltkrieg
Ebrecht war Führer des SS-Abschnitts XVIII Halle (Saale) von Anfang Januar bis Oktober 1939 und nach Beginn des Zweiten Weltkrieges des SS-Abschnitts XXVI Danzig. Von Ende Oktober 1939 bis Ende März 1940 war er zudem Selbstschutzführer in Westpreußen. Er befahl im Oktober 1939 die Ermordung von 1.400 geistig behinderten Menschen Pommerscher Anstalten im Zuge der Massaker von Piaśnica. Von Dezember 1941 bis zum Dezember 1944 war er der Vertreter Hans-Adolf Prützmanns als Höherer SS- und Polizeiführer (HSSPF) Nordost mit Dienstsitz Königsberg und führte auch den dortigen SS-Oberabschnitt. Im November 1943 wurde er zum SS-Gruppenführer und Generalleutnant der Polizei ernannt. Krankheitsbedingt wurde Ebrecht Ende 1944 als HSSPF beurlaubt. Er wurde danach zur Führerreserve versetzt.

### Nachkriegszeit
Zum Kriegsende setzte er sich 1945 über Wien nach Bayern ab und befand sich schließlich kurze Zeit im Internierungslager Dachau in amerikanischer Haft. Danach wechselte er in die Sowjetische Besatzungszone und zog von dort Ende 1949 in die Bundesrepublik Deutschland. Ebrecht wurde weder in Ost- noch in Westdeutschland entnazifiziert. Seinen Lebensunterhalt bestritt er unter schwierigen wirtschaftlichen Verhältnissen als Handelsvertreter. Politisch betätigte er sich als Organisationsleiter in der SRP und nach dem Parteiverbot als Landesvorsitzender der DRP in Baden-Württemberg, für die er erfolglos zur Bundestagswahl 1953 antrat.
Auf Einladung von Friedrich Paulus nahm er im Januar 1955 am ersten Deutsch-Deutschen Soldatentreffen in Ost-Berlin teil. Nach dieser Offizierszusammenkunft arbeitete er eng mit Joachim Nehring zusammen, mit dem er im April 1955 die Arbeitsgemeinschaft für nationale Wehrfragen und im Oktober 1955 den Bund für deutsche Einheit  begründete. Er gab das Militärpolitische Forum heraus, das später unter dem Titel Nationalpolitisches Forum firmierte. Nach Gründung der Deutschen Friedensunion (DFU) im Dezember 1960 war er der erste Vorsitzende dieser Partei für den Bezirk Kempten/Lindau. Im Bundestagswahlkreis Kempten trat er als Kandidat der DFU auf der Landesliste Bayern erfolglos zur Bundestagswahl 1961 an. Ebrecht war 1961 in der DDR Redner auf dem Nationalkongress der Nationalen Front in Weimar. Dennoch wurde eine Kurzvita von ihm im Braunbuch der DDR aufgeführt.
Aufgrund der Krankenmorde in Westpreußen ermittelte die Staatsanwaltschaft Hannover ab Beginn der 1960er Jahre gegen Kurt Eimann und auch Ebrecht. Nach der Anklageerhebung wurde das Verfahren gegen Ebrecht 1967 durch das Landgericht Hannover wegen Verhandlungsunfähigkeit eingestellt.

## Weblink
- Niederschrift zweier Unterredungen mit Herrn George Ebrecht, Lindau-Schachen, Allwindstrasse 5, am 28. Oktober und 22. November 1955 In: Archiv des Instituts für Zeitgeschichte, München, Signatur 668-2 ( PDF; 1,5 MB).